# Europees kampioenschap badminton voor gemengde teams
Het Europees kampioenschap badminton voor gemengde teams is een toernooi dat wordt georganiseerd door Badminton Europe. Het kampioenschap wordt sinds 1972 om de twee jaar georganiseerd met een uitzondering in 2009. Tot de editie van 2006 liepen de kampioenschappen gelijk met de Europese kampioenschappen badminton, echter sindsdien wordt het toernooi zelfstandig georganiseerd. Om te zorgen dat het toernooi niet langer gelijk liep met de Europese kampioenschappen werd er een toernooi gespeeld in 2008 en in 2009.
Het toernooi werd het vaakst gewonnen door Denemarken met 19 titels, op gepaste achterstand gevolgd door Engeland met vijf titels. De overige drie toernooien werden gewonnen door Zweden, tweemaal en Duitsland die de meest recente kampioenschappen in 2013 won.

## Locaties
De eerste editie van het toernooi werd georganiseerd door Zweedse stad Karlskrona in 1972. Vanaf de eerste editie tot de achttiende editie in de Nederlandse stad Den Bosch in 2006 werd het toernooi gelijk met de Europese kampioenschappen badminton georganiseerd. De negentiende editie van 2008 werd nog wel in dezelfde stad georganiseerd, maar beide toernooien werden zelfstandig gehouden. In 2009 werd er afgeweken van het patroon waarin er om de twee jaar een Europees kampioenschap gehouden om het toernooi voor gemengde teams niet langer gelijk te laten lopen met het individuele Europese kampioenschap.
Nederland heeft het toernooi het vaakst mogen organiseren, viermaal van de tweeëntwintig edities. Twee van de vier kier was Den Bosch de thuishaven van het Europees kampioenschap. Andere steden die tweemaal het Europees kampioenschap voor gemengde teams hebben georganiseerd zijn Preston (Engeland), Glasgow (Schotland) en Herning (Denemarken).
| Jaar | Editie | Stad         | Land           |
| ---- | ------ | ------------ | -------------- |
| 1972 | III    | Karlskrona   | Zweden         |
| 1974 | IV     | Wenen        | Oostenrijk     |
| 1976 | V      | Dublin       | Ierland        |
| 1978 | VI     | Preston      | Engeland       |
| 1980 | VII    | Groningen    | Nederland      |
| 1982 | VIII   | Böblingen    | West-Duitsland |
| 1984 | IX     | Preston      | Engeland       |
| 1986 | X      | Uppsala      | Zweden         |
| 1988 | IX     | Kristiansand | Noorwegen      |
| 1990 | X      | Moskou       | Sovjet-Unie    |

| Jaar | Editie | Stad      | Land        |
| ---- | ------ | --------- | ----------- |
| 1992 | XI     | Glasgow   | Schotland   |
| 1994 | XII    | Den Bosch | Nederland   |
| 1996 | XIII   | Herning   | Denemarken  |
| 1998 | XIV    | Sofia     | Bulgarije   |
| 2000 | XV     | Glasgow   | Schotland   |
| 2002 | XVI    | Malmö     | Zweden      |
| 2004 | XVII   | Geneva    | Zwitserland |
| 2006 | XVIII  | Den Bosch | Nederland   |
| 2008 | XIX    | Herning   | Denemarken  |
| 2009 | XX     | Liverpool | Engeland    |

| Jaar | Editie | Stad            | Land       |
| ---- | ------ | --------------- | ---------- |
| 2011 | XXI    | Amsterdam       | Nederland  |
| 2013 | XXII   | Ramenskoje      | Rusland    |
| 2015 | XXIII  | Leuven          | België     |
| 2017 | XXIV   | Lubin           | Polen      |
| 2019 | XXV    | Kopenhagen      | Denemarken |
| 2021 | XXVI   | Vantaa          | Finland    |
| 2023 | XXVII  | Aire-sur-la-Lys | Frankrijk  |

## Winnaars
Het toernooi is in totaal tweeëntwintigmaal georganiseerd en veertien edities ervan zijn gewonnen door de Deense ploeg. De Denen worden op gepaste afstand gevolgd door de Engelse, met vijf titels. De overige drie edities zijn gewonnen door Zweden en door Duitsland, die de meest recente editie wisten te winnen. Nederland wist tweemaal de bronzen medaille te behalen en twee keer waren ze verliezend finalist.
| Jaar                 | Goud       | Zilver     | Brons              |
| -------------------- | ---------- | ---------- | ------------------ |
| Aire-sur-la-Lys 2023 | Denemarken | Frankrijk  | Duitsland Engeland |
| Vantaa 2021          | Denemarken | Frankrijk  | Duitsland Rusland  |
| Kopenhagen 2019      | Denemarken | Duitsland  | Nederland Rusland  |
| Lubin 2017           | Denemarken | Rusland    | Duitsland Engeland |
| Leuven 2015          | Denemarken | Engeland   | Rusland Duitsland  |
| Ramenskoje 2013      | Duitsland  | Denemarken | Rusland Engeland   |
| Amsterdam 2011       | Denemarken | Duitsland  | Rusland Engeland   |
| Liverpool 2009       | Denemarken | Engeland   | Rusland Polen      |
| Herning 2008         | Denemarken | Engeland   | Polen              |
| Den Bosch 2006       | Denemarken | Nederland  | Engeland           |
| Genève 2004          | Denemarken | Nederland  | Duitsland          |
| Malmö 2002           | Denemarken | Engeland   | Nederland          |
| Glasgow 2000         | Denemarken | Engeland   | Nederland          |
| Sofia 1998           | Denemarken | Engeland   | Zweden             |
| Herning 1996         | Denemarken | Zweden     | Engeland           |
| Den Bosch 1994       | Zweden     | Denemarken | Engeland           |
| Glasgow 1992         | Zweden     | Denemarken | Engeland           |
| Moskou 1990          | Denemarken | Zweden     | Engeland           |
| Kristiansand 1988    | Denemarken | Zweden     | Engeland           |
| Uppsala 1986         | Denemarken | Engeland   | Zweden             |
| Preston 1984         | Engeland   | Denemarken | Zweden             |
| Böblingen 1982       | Engeland   | Zweden     | Denemarken         |
| Groningen 1980       | Denemarken | Engeland   | Zweden             |
| Preston 1978         | Engeland   | Denemarken | Zweden             |
| Dublin 1976          | Denemarken | Engeland   | Zweden             |
| Wenen 1974           | Engeland   | Denemarken | Zweden             |
| Karlskrona 1972      | Engeland   | Denemarken | West-Duitsland     |

### Medaillespiegel
| #      | Land       | Goud | Zilver | Brons | Totaal |
| ------ | ---------- | ---- | ------ | ----- | ------ |
| 1      | Denemarken | 19   | 07     | 01    | 27     |
| 2      | Engeland   | 05   | 09     | 10    | 24     |
| 3      | Zweden     | 02   | 04     | 07    | 13     |
| 4      | Duitsland1 | 01   | 02     | 06    | 09     |
| 5      | Nederland  | 0    | 02     | 03    | 05     |
| 6      | Frankrijk  | 0    | 02     | 0     | 02     |
| 7      | Rusland    | 0    | 01     | 06    | 07     |
| 8      | Polen      | 0    | 0      | 02    | 02     |
| Totaal | Totaal     | 27   | 27     | 35    | 89     |

1 Onder Duitsland wordt ook West-Duitsland gerekend.
Karlskrona 1972 · 
Wenen 1974 · 
Dublin 1976 · 
Preston 1978 · 
Groningen 1980 · 
Böblingen 1982 · 
Preston 1984 · 
Uppsala 1986 · 
Kristiansand 1988 · 
Moskou 1990 · 
Glasgow 1992 · 
Den Bosch 1994 · 
Herning 1996 · 
Sofia 1998 · 
Glasgow 2000 · 
Malmö 2002 · 
Genève 2004 · 
Den Bosch 2006 · 
Herning 2008 · 
Liverpool 2009 · 
Amsterdam 2011 · 
Ramenskoje 2013 ·
Leuven 2015